# Schatjor (Tian Shan)
Der Schatjor (russisch Восточный Шатёр / Wostotschny Schatjor, wiss. Transliteration: Vostočnyj Šatër, „Östlicher Schatjor“; oder Vuan; englisch Shatior) ist ein Berg im Tian Shan an der Grenze zwischen Xinjiang (VR China) und Kasachstan.

## Lage
Bis zur Beilegung der Grenzstreitigkeiten im Jahr 1999 bildete der Berg den Dreieckspunkt zwischen Kirgisistan, Kasachstan und China.
Der 6637 m hohe Schatjor liegt in der Meridionalkette am Verzweigungspunkt des nach Westen führenden Bergkamms Tengritoo. Der Khan Tengri erhebt sich 6,34 km westlich. Dazwischen, 1,81 km weiter westlich, liegt der 6511 m hohe Westgipfel (russisch Западный Шатёр / Sapadny Schatjor; wiss. Transliteration: Zapadnyj Šatër, „Westlicher Schater“; ⊙). 
Nach Süden führt der Hauptkamm der Meridionalkette vom Östlichen Schatjor zum Pik Thorez, in Richtung Ostnordost zum Pik Prschewalski.
Die Nord- und Südwestflanken des Schatjor bilden das Nährgebiet der beiden Engiltschek-Gletscher. An der Südostflanke liegt das obere Ende des nach Osten strömenden Tugbeltschi-Gletscher.

## Nebengipfel
Südwestlich vom Westlichen Schatjor erhebt sich der 6201 m hohe Nebengipfel Pik (Lorenz) Saladin (oder Saladina; benannt nach Lorenz Saladin ⊙).

## Besteigungsgeschichte
Der Östliche Schatjor wurde im Jahr 1968 erstbestiegen. Der Westliche Schater wurde schon 1964 von B. Jefimow bestiegen.

## Karten
- Blatt 0/15 Khan Tengri – Tien Shan, Kyrgyzstan, Alpenvereinskarte 1:100.000